# Uefa Champions League 2001/2002
Uefa Champions League 2001/2002 vanns av Real Madrid, Spanien som finalslog Bayer Leverkusen, Tyskland med 2–1 i Glasgow den 15 maj 2002. Det var lagets nionde slutseger i Europacupen/Uefa Champions League. Från finalen minns många Zinedine Zidanes volleyskott som kom att avgöra matchen till det spanska lagets fördel.
Bayer Leverkusen slog ut tre engelska lag på sin väg till finalen: Arsenal i andra gruppspelet, följt av Liverpool i kvartsfinalen och Manchester United i semifinalen.

## Kvalificeringsomgångar

### Första kvalificeringsomgången
| Första kvalomgången – 20 deltagande klubblag | Första kvalomgången – 20 deltagande klubblag | Första kvalomgången – 20 deltagande klubblag | Första kvalomgången – 20 deltagande klubblag | Första kvalomgången – 20 deltagande klubblag |
| -------------------------------------------- | -------------------------------------------- | -------------------------------------------- | -------------------------------------------- | -------------------------------------------- |
| Lag 1                                        | Totalt                                       | Lag 2                                        | Möte 1                                       | Möte 2                                       |
| Araks Ararat                                 | 0–3                                          | Sheriff Tiraspol                             | 0–1                                          | 0–2                                          |
| Linfield                                     | 0–1                                          | Torpedo Kutaisi                              | 0–0                                          | 0–1                                          |
| Bohemian                                     | 3–0                                          | Levadia Tallinn                              | 3–0                                          | 0–0                                          |
| F91 Dudelange                                | 2–6                                          | Skonto                                       | 1–6                                          | 1–0                                          |
| Levski Sofia                                 | 4–0                                          | Željezničar                                  | 4–0                                          | 0–0                                          |
| VB                                           | 0–5                                          | Slavia-Mozyr                                 | 0–0                                          | 0–5                                          |
| Valletta                                     | 0–5                                          | Haka                                         | 0–0                                          | 0–5                                          |
| Sloga Jugomagnat                             | 00001–1 (BM)                                 | Kaunas                                       | 0–0                                          | 1–1                                          |
| KR                                           | 00002–2 (BM)                                 | Vllaznia Shkodër                             | 2–1                                          | 0–1                                          |
| Barry Town                                   | 3–0                                          | Shamkir                                      | 2–0                                          | 1–0                                          |

### Andra kvalificeringsomgången
| Andra kvalomgången – 28 deltagande klubblag | Andra kvalomgången – 28 deltagande klubblag | Andra kvalomgången – 28 deltagande klubblag | Andra kvalomgången – 28 deltagande klubblag | Andra kvalomgången – 28 deltagande klubblag |
| ------------------------------------------- | ------------------------------------------- | ------------------------------------------- | ------------------------------------------- | ------------------------------------------- |
| Lag 1                                       | Totalt                                      | Lag 2                                       | Möte 1                                      | Möte 2                                      |
| Haka                                        | 3–1                                         | Maccabi Haifa                               | 0–1                                         | 03–0                                        |
| Sjachtar Donetsk                            | 4–2                                         | Lugano                                      | 3–0                                         | 1–2                                         |
| AC Omonia                                   | 2–3                                         | Röda stjärnan                               | 1–1                                         | 1–2                                         |
| Ferencváros                                 | 0–0 (4–5 str.)                              | Hajduk Split                                | 0–0                                         | 0–0 (e.f.)                                  |
| Porto                                       | 9–3                                         | Barry Town                                  | 8–0                                         | 1–3                                         |
| Maribor                                     | 1–6                                         | Rangers                                     | 0–3                                         | 1–3                                         |
| Galatasaray                                 | 6–1                                         | Vllaznia Shkodër                            | 2–0                                         | 4–1                                         |
| Slavia-Mozyr                                | 0–2                                         | Inter Bratislava                            | 0–1                                         | 0–1                                         |
| Anderlecht                                  | 6–1                                         | Sheriff Tiraspol                            | 4–0                                         | 2–1                                         |
| Torpedo Kutaisi                             | 2–4                                         | FC Köpenhamn                                | 1–1                                         | 1–3                                         |
| Levski Sofia                                | 00001–1 (BM)                                | SK Brann                                    | 0–0                                         | 1–1                                         |
| Skonto                                      | 1–3                                         | Wisła Kraków                                | 1–2                                         | 0–1                                         |
| Bohemian                                    | 1–4                                         | Halmstads BK                                | 1–2                                         | 0–2                                         |
| Steaua București                            | 5–1                                         | Sloga Jugomagnat                            | 3–0                                         | 2–1                                         |

### Tredje kvalificeringsomgången
| Tredje kvalomgången – 32 deltagande klubblag | Tredje kvalomgången – 32 deltagande klubblag | Tredje kvalomgången – 32 deltagande klubblag | Tredje kvalomgången – 32 deltagande klubblag | Tredje kvalomgången – 32 deltagande klubblag |
| -------------------------------------------- | -------------------------------------------- | -------------------------------------------- | -------------------------------------------- | -------------------------------------------- |
| Lag 1                                        | Totalt                                       | Lag 2                                        | Möte 1                                       | Möte 2                                       |
| Sjachtar Donetsk                             | 1–5                                          | Borussia Dortmund                            | 0–2                                          | 1–3                                          |
| Lokomotiv Moskva                             | 3–2                                          | Tirol Innsbruck                              | 3–1                                          | 0–1*                                         |
| Steaua București                             | 3–5                                          | Dynamo Kiev                                  | 2–4                                          | 1–1                                          |
| Haka                                         | 1–9                                          | Liverpool                                    | 0–5                                          | 1–4                                          |
| Hajduk Split                                 | 1–2                                          | Mallorca                                     | 1–0                                          | 0–2 (e.f.)                                   |
| Röda stjärnan                                | 0–3                                          | Bayer Leverkusen                             | 0–0                                          | 0–3                                          |
| Wisła Kraków                                 | 3–5                                          | Barcelona                                    | 3–4                                          | 0–1                                          |
| FC Köpenhamn                                 | 3–5                                          | Lazio                                        | 2–1                                          | 1–4                                          |
| Inter Bratislava                             | 3–7                                          | Rosenborg BK                                 | 3–3                                          | 0–4                                          |
| Halmstads BK                                 | 3–4                                          | Anderlecht                                   | 2–3                                          | 1–1                                          |
| Slavia Prag                                  | 1–3                                          | Panathinaikos                                | 1–2                                          | 0–1                                          |
| Galatasaray                                  | 3–2                                          | Levski Sofia                                 | 2–1                                          | 1–1                                          |
| Ajax                                         | 2–3                                          | Celtic                                       | 1–3                                          | 1–0                                          |
| Porto                                        | 5–4                                          | Grasshopper                                  | 2–2                                          | 3–2                                          |
| Parma                                        | 1–2                                          | Lille                                        | 0–2                                          | 1–0                                          |
| Rangers                                      | 1–2                                          | Fenerbahçe                                   | 0–0                                          | 1–2                                          |

## Gruppspel

### Första gruppspelsrundan
16 vinnare från tredje kvalificeringsomgången, 10 mästare från länder rankade 1-10, och sex tvåor från länder rankade 1-6 lottades i åtta grupper med fyra lag i varje. De två bäst placerade lagen i varje grupp gick vidare till andra gruppspelet, medan grupptrean fick spela i Uefacupen.

#### Grupp A
| Nr | Lag              | S | V | O | F | GM | IM | MS | P  |
| -- | ---------------- | - | - | - | - | -- | -- | -- | -- |
| 1  | Real Madrid      | 6 | 4 | 1 | 1 | 13 | 5  | +8 | 13 |
| 2  | Roma             | 6 | 2 | 3 | 1 | 6  | 5  | +1 | 9  |
| 3  | Lokomotiv Moskva | 6 | 2 | 1 | 3 | 9  | 9  | 0  | 7  |
| 4  | Anderlecht       | 6 | 0 | 3 | 3 | 4  | 13 | −9 | 3  |

| Hemma \ Borta     | Belgien | Ryssland | Spanien | Italien |
| Anderlecht        | —       | 1–5      | 0–2     | 0–0     |
| Loktomotiv Moskva | 1–1     | —        | 2–0     | 0–1     |
| Real Madrid       | 4–1     | 4–0      | —       | 1–1     |
| Roma              | 1–1     | 2–1      | 1–2     | —       |

#### Grupp B
| Nr | Lag               | S | V | O | F | GM | IM | MS | P  |
| -- | ----------------- | - | - | - | - | -- | -- | -- | -- |
| 1  | Liverpool         | 6 | 3 | 3 | 0 | 7  | 3  | +4 | 12 |
| 2  | Boavista          | 6 | 2 | 2 | 2 | 8  | 7  | +1 | 8  |
| 3  | Borussia Dortmund | 6 | 2 | 2 | 2 | 6  | 7  | −1 | 8  |
| 4  | Dynamo Kiev       | 6 | 1 | 1 | 4 | 5  | 9  | −4 | 4  |

| Hemma \ Borta     | Portugal | Tyskland | Ukraina | England |
| Boavista          | —        | 2–1      | 3–1     | 1–1     |
| Borussia Dortmund | 2–1      | —        | 1–0     | 0–0     |
| Dynamo Kiev       | 1–0      | 2–2      | —       | 1–2     |
| Liverpool         | 1–1      | 2–0      | 1–0     | —       |

#### Grupp C
| Nr | Lag           | S | V | O | F | GM | IM | MS | P  |
| -- | ------------- | - | - | - | - | -- | -- | -- | -- |
| 1  | Panathinaikos | 6 | 4 | 0 | 2 | 8  | 3  | +5 | 12 |
| 2  | Arsenal       | 6 | 3 | 0 | 3 | 9  | 9  | 0  | 9  |
| 3  | Mallorca      | 6 | 3 | 0 | 3 | 4  | 9  | −5 | 9  |
| 4  | Schalke 04    | 6 | 2 | 0 | 4 | 9  | 9  | 0  | 6  |

| Hemma \ Borta | England | Spanien | Grekland | Tyskland |
| Arsenal       | —       | 3–1     | 2–1      | 3–2      |
| Mallorca      | 1–0     | —       | 1–0      | 0–4      |
| Panathinaikos | 1–0     | 2–0     | —        | 2–0      |
| Schalke 04    | 3–1     | 0–1     | 0–2      | —        |

#### Grupp D
| Nr | Lag         | S | V | O | F | GM | IM | MS | P  |
| -- | ----------- | - | - | - | - | -- | -- | -- | -- |
| 1  | Nantes      | 6 | 3 | 2 | 1 | 8  | 3  | +5 | 11 |
| 2  | Galatasaray | 6 | 3 | 1 | 2 | 5  | 4  | +1 | 10 |
| 3  | PSV         | 6 | 2 | 1 | 3 | 6  | 9  | −3 | 7  |
| 4  | Lazio       | 6 | 2 | 0 | 4 | 4  | 7  | −3 | 6  |

| Hemma \ Borta | Turkiet | Italien | Frankrike | Nederländerna |
| Galatasaray   | —       | 1–0     | 0–0       | 2–0           |
| Lazio         | 1–0     | —       | 1–3       | 2–1           |
| Nantes        | 0–1     | 1–0     | —         | 4–1           |
| PSV           | 3–1     | 1–0     | 0–0       | —             |

#### Grupp E
| Nr | Lag          | S | V | O | F | GM | IM | MS | P  |
| -- | ------------ | - | - | - | - | -- | -- | -- | -- |
| 1  | Juventus     | 6 | 3 | 2 | 1 | 11 | 8  | +3 | 11 |
| 2  | Porto        | 6 | 3 | 1 | 2 | 7  | 5  | +2 | 10 |
| 3  | Celtic       | 6 | 3 | 0 | 3 | 8  | 11 | −3 | 9  |
| 4  | Rosenborg BK | 6 | 1 | 1 | 4 | 4  | 6  | −2 | 4  |

| Hemma \ Borta | Skottland | Italien | Portugal | Norge |
| Celtic        | —         | 4–3     | 1–0      | 1–0   |
| Juventus      | 3–2       | —       | 3–1      | 1–0   |
| Porto         | 3–0       | 0–0     | —        | 1–0   |
| Rosenborg BK  | 2–0       | 1–1     | 1–2      | —     |

#### Grupp F
| Nr | Lag              | S | V | O | F | GM | IM | MS | P  |
| -- | ---------------- | - | - | - | - | -- | -- | -- | -- |
| 1  | Barcelona        | 6 | 5 | 0 | 1 | 12 | 5  | +7 | 15 |
| 2  | Bayer Leverkusen | 6 | 4 | 0 | 2 | 10 | 9  | +1 | 12 |
| 3  | Lyon             | 6 | 3 | 0 | 3 | 10 | 9  | +1 | 9  |
| 4  | Fenerbahçe       | 6 | 0 | 0 | 6 | 3  | 12 | −9 | 0  |

| Hemma \ Borta    | Spanien | Tyskland | Turkiet | Frankrike |
| Barcelona        | —       | 2–1      | 1–0     | 2–0       |
| Bayer Leverkusen | 2–1     | —        | 2–1     | 2–4       |
| Fenerbahçe       | 0–3     | 1–2      | —       | 0–1       |
| Lyon             | 2–3     | 0–1      | 3–1     | —         |

#### Grupp G
| Nr | Lag                 | S | V | O | F | GM | IM | MS | P  |
| -- | ------------------- | - | - | - | - | -- | -- | -- | -- |
| 1  | Deportivo La Coruña | 6 | 2 | 4 | 0 | 10 | 8  | +2 | 10 |
| 2  | Manchester United   | 6 | 3 | 1 | 2 | 10 | 6  | +4 | 10 |
| 3  | Lille               | 6 | 1 | 3 | 2 | 7  | 7  | 0  | 6  |
| 4  | Olympiakos          | 6 | 1 | 2 | 3 | 6  | 12 | −6 | 5  |

| Hemma \ Borta       | Spanien | Frankrike | England | Grekland |
| Deportivo La Coruña | —       | 1–1       | 2–1     | 2–2      |
| Lille               | 1–1     | —         | 1–1     | 3–1      |
| Manchester United   | 2–3     | 1–0       | —       | 3–0      |
| Olympiakos          | 1–1     | 2–1       | 0–2     | —        |

#### Grupp H
| Nr | Lag            | S | V | O | F | GM | IM | MS | P  |
| -- | -------------- | - | - | - | - | -- | -- | -- | -- |
| 1  | Bayern München | 6 | 4 | 2 | 0 | 14 | 5  | +9 | 14 |
| 2  | Sparta Prag    | 6 | 3 | 2 | 1 | 10 | 3  | +7 | 11 |
| 3  | Feyenoord      | 6 | 1 | 2 | 3 | 7  | 14 | −7 | 5  |
| 4  | Spartak Moskva | 6 | 0 | 2 | 4 | 7  | 16 | −9 | 2  |

| Hemma \ Borta  | Tyskland | Nederländerna | Tjeckien | Ryssland |
| Bayern München | —        | 3–1           | 0–0      | 5–1      |
| Feyenoord      | 2–2      | —             | 0–2      | 2–1      |
| Sparta Prag    | 0–1      | 4–0           | —        | 2–0      |
| Spartak Moskva | 1–3      | 2–2           | 2–2      | —        |

### Andra gruppspelsrundan

#### Grupp A
| Nr | Lag               | S | V | O | F | GM | IM | MS  | P  |
| -- | ----------------- | - | - | - | - | -- | -- | --- | -- |
| 1  | Manchester United | 6 | 3 | 3 | 0 | 13 | 3  | +10 | 12 |
| 2  | Bayern München    | 6 | 3 | 3 | 0 | 5  | 2  | +3  | 12 |
| 3  | Boavista          | 6 | 1 | 2 | 3 | 2  | 8  | −6  | 5  |
| 4  | Nantes            | 6 | 0 | 2 | 4 | 4  | 11 | −7  | 2  |

| Hemma \ Borta     | Tyskland | Portugal | England | Frankrike |
| Bayern München    | —        | 1–0      | 1–1     | 2–1       |
| Boavista          | 0–0      | —        | 0–3     | 1–0       |
| Manchester United | 0–0      | 3–0      | —       | 5–1       |
| Nantes            | 0–0      | 1–1      | 1–1     | —         |

#### Grupp B
| Nr | Lag         | S | V | O | F | GM | IM | MS | P |
| -- | ----------- | - | - | - | - | -- | -- | -- | - |
| 1  | Barcelona   | 6 | 2 | 3 | 1 | 7  | 7  | 0  | 9 |
| 2  | Liverpool   | 6 | 1 | 4 | 1 | 4  | 4  | 0  | 7 |
| 3  | Roma        | 6 | 1 | 4 | 1 | 6  | 5  | +1 | 7 |
| 4  | Galatasaray | 6 | 0 | 5 | 1 | 5  | 6  | −1 | 5 |

| Hemma \ Borta | Spanien | Turkiet | England | Italien |
| Barcelona     | —       | 2–2     | 0–0     | 1–1     |
| Galatasaray   | 0–1     | —       | 1–1     | 1–1     |
| Liverpool     | 1–3     | 0–0     | —       | 2–0     |
| Roma          | 3–0     | 1–1     | 0–0     | —       |

#### Grupp C
| Nr | Lag           | S | V | O | F | GM | IM | MS | P  |
| -- | ------------- | - | - | - | - | -- | -- | -- | -- |
| 1  | Real Madrid   | 6 | 5 | 1 | 0 | 14 | 5  | +9 | 16 |
| 2  | Panathinaikos | 6 | 2 | 2 | 2 | 7  | 8  | −1 | 8  |
| 3  | Sparta Prag   | 6 | 2 | 0 | 4 | 6  | 10 | −4 | 6  |
| 4  | Porto         | 6 | 1 | 1 | 4 | 3  | 7  | −4 | 4  |

| Hemma \ Borta | Grekland | Portugal | Spanien | Tjeckien |
| Panathinaikos | —        | 0–0      | 2–2     | 2–1      |
| Porto         | 2–1      | —        | 1–2     | 0–1      |
| Real Madrid   | 3–0      | 1–0      | —       | 3–0      |
| Sparta Prag   | 0–2      | 2–0      | 2–3     | —        |

#### Grupp D
| Nr | Lag                 | S | V | O | F | GM | IM | MS | P  |
| -- | ------------------- | - | - | - | - | -- | -- | -- | -- |
| 1  | Bayer Leverkusen    | 6 | 3 | 1 | 2 | 11 | 11 | 0  | 10 |
| 2  | Deportivo La Coruña | 6 | 3 | 1 | 2 | 7  | 6  | +1 | 10 |
| 3  | Arsenal             | 6 | 2 | 1 | 3 | 8  | 8  | 0  | 7  |
| 4  | Juventus            | 6 | 2 | 1 | 3 | 7  | 8  | −1 | 7  |

| Hemma \ Borta       | England | Tyskland | Spanien | Italien |
| Arsenal             | —       | 4–1      | 0–2     | 3–1     |
| Bayer Leverkusen    | 1–1     | —        | 3–0     | 3–1     |
| Deportivo La Coruña | 2–0     | 1–3      | —       | 2–0     |
| Juventus            | 1–0     | 4–0      | 0–0     | —       |

## Slutspel

### Slutspelsträd
|  | Kvartsfinaler     | Kvartsfinaler         | Kvartsfinaler | Kvartsfinaler |   |                   | Semifinaler | Semifinaler | Semifinaler | Semifinaler |  |  | Final ( )        | Final ( ) |  |  |
|  |                   |                       |               |               |   |                   |             |             |             |             |  |  |                  |           |  |  |
|  | Deportivo         | 0                     | 2             | 2             |   |                   |             |             |             |             |  |  |                  |           |  |  |
|  | Manchester United | 2                     | 3             | 5             |   |                   |             |             |             |             |  |  |                  |           |  |  |
|  | Manchester United | 2                     | 3             | 5             |   | Manchester United | 2           | 1           | 3           |             |  |  |                  |           |  |  |
|  |                   |                       |               |               |   | Manchester United | 2           | 1           | 3           |             |  |  |                  |           |  |  |
|  |                   | Bayer Leverkusen (BM) | 2             | 1             | 3 |                   |             |             |             |             |  |  |                  |           |  |  |
|  | Liverpool         | Bayer Leverkusen (BM) | 2             | 1             | 3 | 1                 | 2           | 3           |             |             |  |  |                  |           |  |  |
|  | Liverpool         |                       |               |               |   | 1                 | 2           | 3           |             |             |  |  |                  |           |  |  |
|  | Bayer Leverkusen  | 0                     | 4             | 4             |   |                   |             |             |             |             |  |  |                  |           |  |  |
|  |                   |                       |               |               |   |                   |             |             |             |             |  |  | Bayer Leverkusen | 1         |  |  |
|  |                   |                       | Real Madrid   | 2             |   |                   |             |             |             |             |  |  |                  |           |  |  |
|  | Panathinaikos     | 1                     | 1             | 2             |   |                   |             |             |             |             |  |  |                  |           |  |  |
|  | Barcelona         | 0                     | 3             | 3             |   |                   |             |             |             |             |  |  |                  |           |  |  |
|  | Barcelona         | 0                     | 3             | 3             |   | Barcelona         | 0           | 1           | 3           |             |  |  |                  |           |  |  |
|  |                   |                       |               |               |   | Barcelona         | 0           | 1           | 3           |             |  |  |                  |           |  |  |
|  |                   | Real Madrid           | 2             | 1             | 3 |                   |             |             |             |             |  |  |                  |           |  |  |
|  | Bayern München    | Real Madrid           | 2             | 1             | 3 | 2                 | 0           | 2           |             |             |  |  |                  |           |  |  |
|  | Bayern München    |                       |               |               |   | 2                 | 0           | 2           |             |             |  |  |                  |           |  |  |
|  | Real Madrid       | 1                     | 2             | 3             |   |                   |             |             |             |             |  |  |                  |           |  |  |

### Kvartsfinaler
| Kvartsfinaler – 8 deltagande klubblag | Kvartsfinaler – 8 deltagande klubblag | Kvartsfinaler – 8 deltagande klubblag | Kvartsfinaler – 8 deltagande klubblag | Kvartsfinaler – 8 deltagande klubblag |
| ------------------------------------- | ------------------------------------- | ------------------------------------- | ------------------------------------- | ------------------------------------- |
| Lag 1                                 | Totalt                                | Lag 2                                 | Möte 1                                | Möte 2                                |
| Panathinaikos                         | 2–3                                   | Barcelona                             | 1–0                                   | 1–3                                   |
| Bayern München                        | 2–3                                   | Real Madrid                           | 2–1                                   | 0–2                                   |
| Deportivo                             | 2–5                                   | Manchester United                     | 0–2                                   | 2–3                                   |
| Liverpool                             | 3–4                                   | Bayer Leverkusen                      | 1–0                                   | 2–4                                   |

### Semifinaler
| Semifinaler – 4 deltagande klubblag | Semifinaler – 4 deltagande klubblag | Semifinaler – 4 deltagande klubblag | Semifinaler – 4 deltagande klubblag | Semifinaler – 4 deltagande klubblag |
| ----------------------------------- | ----------------------------------- | ----------------------------------- | ----------------------------------- | ----------------------------------- |
| Lag 1                               | Totalt                              | Lag 2                               | Möte 1                              | Möte 2                              |
| Barcelona                           | 1–3                                 | Real Madrid                         | 0–2                                 | 1–1                                 |
| Manchester United                   | 00003–3 (BM)                        | Bayer Leverkusen                    | 2–2                                 | 1–1                                 |

### Final
|             | 15 maj 2002 | Bayer Leverkusen | 1 – 2           | Real Madrid                                 | Hampden Park                                                                  |                                                                               |
| 19:45 UTC+1 | 19:45 UTC+1 | Lúcio 13′        | (1 – 2) Rapport | 8′ Raúl González Blanco 45′ Zinedine Zidane | Glasgow, Skottland, Storbritannien Publik: 52 000 Domare: Urs Meier (Schweiz) | Glasgow, Skottland, Storbritannien Publik: 52 000 Domare: Urs Meier (Schweiz) |
| 19:45 UTC+1 | 19:45 UTC+1 |                  |                 |                                             | Glasgow, Skottland, Storbritannien Publik: 52 000 Domare: Urs Meier (Schweiz) | Glasgow, Skottland, Storbritannien Publik: 52 000 Domare: Urs Meier (Schweiz) |
| 19:45 UTC+1 | 19:45 UTC+1 |                  |                 |                                             | Glasgow, Skottland, Storbritannien Publik: 52 000 Domare: Urs Meier (Schweiz) | Glasgow, Skottland, Storbritannien Publik: 52 000 Domare: Urs Meier (Schweiz) |

## Anmärkningslista
1. ↑  Matchen slutade egentligen 4–0 till Maccaba Haifa, men då Maccabi Haifa hade använt sig av en avstängd spelare tilldömdes Haka segern med 3–0.

### Webbkällor
Den här artikeln är helt eller delvis baserad på material från engelskspråkiga Wikipedia.